# Быстрякова, Елена Витальевна
Елена Витальевна Быстрякова (ур. Белова; род. 17 апреля 1958) — советская и российская шахматистка, мастер спорта СССР по шахматам (1980), международный мастер среди женщин (1990). В составе команды Ленинграда бронзовый призёр 8-й Спартакиады народов СССР по шахматам (1983).

## Биография
В шахматы научил играть отец. В возрасте десять лет начала заниматься во городском дворце пионеров Ленинграда, а уже через три года дебютировала в первенстве СССР среди девушек в Риге. В 1974 году в составе сборной школьников Ленинграда стала победительницей Всесоюзной спартакиады школьников в Алма-Ате. Шесть раз побеждала на чемпионатах Ленинграда по шахматам среди женщин (1976, 1981, 1982, 1988, 1989, 1991) и неоднократно становилась призёром этих турниров — последний раз в 2003 году, когда заняла второе место. Также семь раз побеждала в чемпионатах Ленинграда по блицу среди женщин. Участвовала в финале чемпионата СССР по шахматам среди женщин в 1981 году, в котором поделила 14—15-e место. Представляла команду Ленинграда в первенствах СССР между командами союзных республик по шахматам (1983, 1991), где в 1983 году завоевала третье место в командном зачёте.
Является также мастером спорта по спортивному скалолазанию, и в этом виде спорта была чемпионкой ВЦСПС.
Работает детским шахматным тренером в Всеволожске.